# Thierry Omeyer

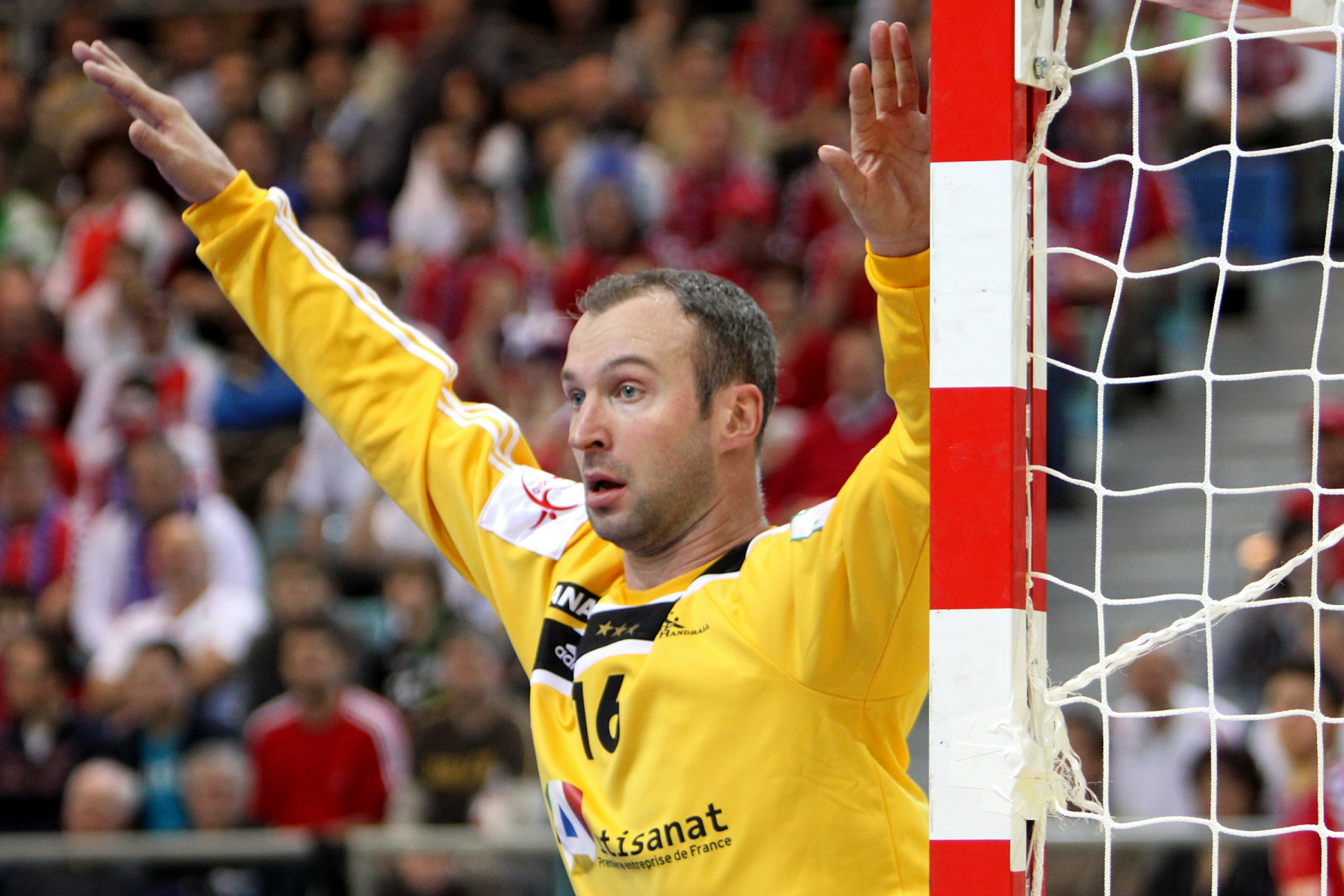
Thierry Omeyer bei der Handball-EM 2010

Thierry Omeyer (* 2. November 1976 in Mülhausen) ist ein ehemaliger französischer Handballtorwart, der zuletzt für den französischen Verein Paris Saint-Germain aktiv war. Er ist mit fünf WM-Titeln alleiniger Rekordhalter in dieser Kategorie und mit zehn Titeln bei Handballgroßereignissen (WM, EM, Olympische Spiele) zusammen mit seinem ehemaligen Mitspieler Michaël Guigou nach Nikola Karabatić (11) der bisher erfolgreichste Nationalspieler.
2008 wurde Omeyer zum Welthandballer gewählt. Er ist Ritter der französischen Ehrenlegion und Offizier des französischen Nationalverdienstordens.

## Karriere

### Verein
Mit Montpellier HB gewann Omeyer jeweils fünf französische Meisterschaften und Pokalsiege. 2003 wurde er mit Montpellier Champions-League-Sieger. Mit dem THW Kiel erreichte er u. a. 2007 und 2012 das Triple mit dem Gewinn von Champions League, DHB-Pokal und Deutscher Meisterschaft. Nach der Saison 2012/13 kehrte Thierry Omeyer nach Frankreich zurück und spielte wieder für Montpellier. Zur Saison 2014/15 wechselte er gemeinsam mit William Accambray zu Paris Saint-Germain. Nach der Saison 2018/19 beendete er seine Karriere.
Omeyer ist seit dem 15. Januar 2021 bei Paris Saint-Germain als Geschäftsführer tätig.

### Nationalmannschaft
Im September 1999 gab er in der EM-Qualifikation in Dijon im Spiel gegen Rumänien sein Debüt für die französische Nationalmannschaft. Mit ihr wurde Omeyer 2008 und 2012 Olympiasieger, 2001, 2009, 2011, 2015 und 2017 Weltmeister sowie 2006, 2010 und 2014 Europameister.

## Privates
Omeyer ist 1,92 m groß und wiegt 93 kg. Er ist verheiratet und hat eine Tochter und einen Sohn. Sein Zwillingsbruder Christian, der im Rückraum spielte, stand über viele Jahre im Kader des französischen Vereins SC Sélestat.
Im Vorfeld der Olympischen Spiele 2024 in Paris gehörte Omeyer auf der 41. Etappe zu den Trägern der olympischen Fackel im Elsass.

## Erfolge
- mit dem THW Kiel
  - Deutscher Meister (6) 2007, 2008, 2009, 2010, 2012 und 2013
  - DHB-Pokalsieger (6) 2007, 2008, 2009, 2011, 2012 und 2013
  - Champions-League-Sieger (3) 2007, 2010 und 2012
  - DHB-Supercup-Gewinner (4) 2007, 2008, 2011 und 2012
  - Super-Globe-Sieger 2011
  - EHF-Champions-Trophy-Sieger 2007
- mit Montpellier HB
  - Französischer Meister (5) 2002, 2003, 2004, 2005 und 2006
  - Französischer Pokalsieger  (6) 2001, 2002, 2003, 2005 und 2006
  - Champions-League-Sieger 2003
  - Französischer Ligapokalsieger (4) 2004, 2005, 2006 und 2014
  - EHF-Europa-Pokal-Finalist 2013/14
- mit Paris Saint-Germain
  - Französischer Meister (5) 2015, 2016, 2017, 2018, 2019
  - Französischer Pokalsieger (2) 2015, 2018
  - Französischer Supercup-Sieger (1) 2014
- mit der französischen Nationalmannschaft
  - Olympiasieger 2008 und 2012
  - Weltmeister 2001, 2009, 2011, 2015 und 2017
  - Europameister 2006, 2010 und 2014
  - Silbermedaille bei den Olympischen Spielen 2016
  - WM-Dritter 2003 und 2005, WM-Vierter 2007
  - EM-Dritter 2008, EM-Vierter 2000
  - All-Star-Team (bester Torhüter): EM 2006, OS 2008, WM 2009, WM 2011, OS 2012

## Auszeichnungen
- Ritter des französischen Nationalverdienstordens[4] (2001)
- Welthandballer 2008
- Spieler der Bundesligasaison 2008/09
- Ritter der Ehrenlegion (2012)
- Offizier des französischen Nationalverdienstordens (2013)
- Wertvollster Spieler der Handball-WM 2015 in Katar[13]
- Mitglied der Hall of Fame der europäischen Handballföderation seit 2023.[14]

## Bundesligabilanz

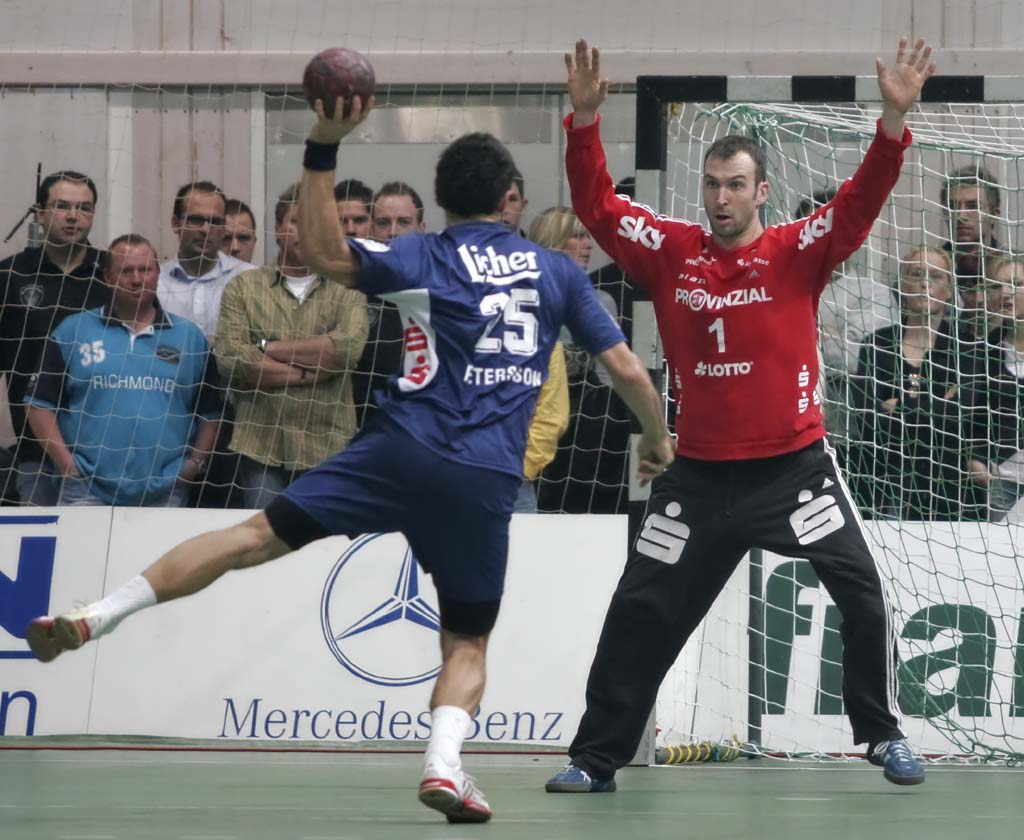
Beim 7m im Spiel TV Großwallstadt-THW Kiel am 30. Dezember 2006

| Saison    | Verein   | Spielklasse | Spiele | Tore | 7-Meter | Feldtore |
| --------- | -------- | ----------- | ------ | ---- | ------- | -------- |
| 2006/07   | THW Kiel | Bundesliga  | 34     | 0    | 0       | 0        |
| 2007/08   | THW Kiel | Bundesliga  | 34     | 0    | 0       | 0        |
| 2008/09   | THW Kiel | Bundesliga  | 34     | 0    | 0       | 0        |
| 2009/10   | THW Kiel | Bundesliga  | 34     | 1    | 0       | 1        |
| 2010/11   | THW Kiel | Bundesliga  | 34     | 2    | 0       | 2        |
| 2011/12   | THW Kiel | Bundesliga  | 34     | 0    | 0       | 0        |
| 2012/13   | THW Kiel | Bundesliga  | 34     | 1    | 0       | 1        |
| 2006–2013 | gesamt   | Bundesliga  | 238    | 4    | 0       | 4        |

## Bildserie: Thierry Omeyer bei einem Tempogegenstoß

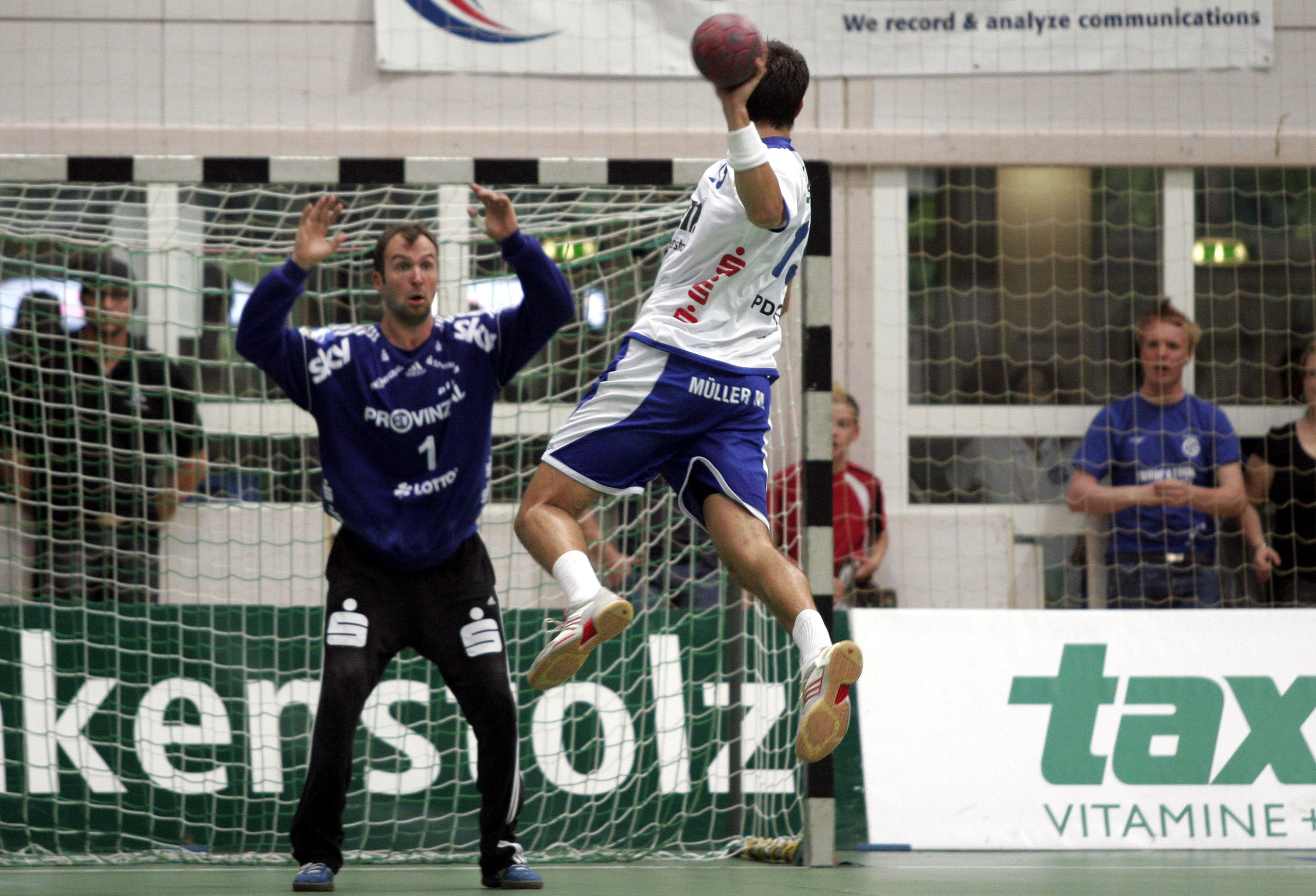
Michael Müller mit einem Sprungwurf
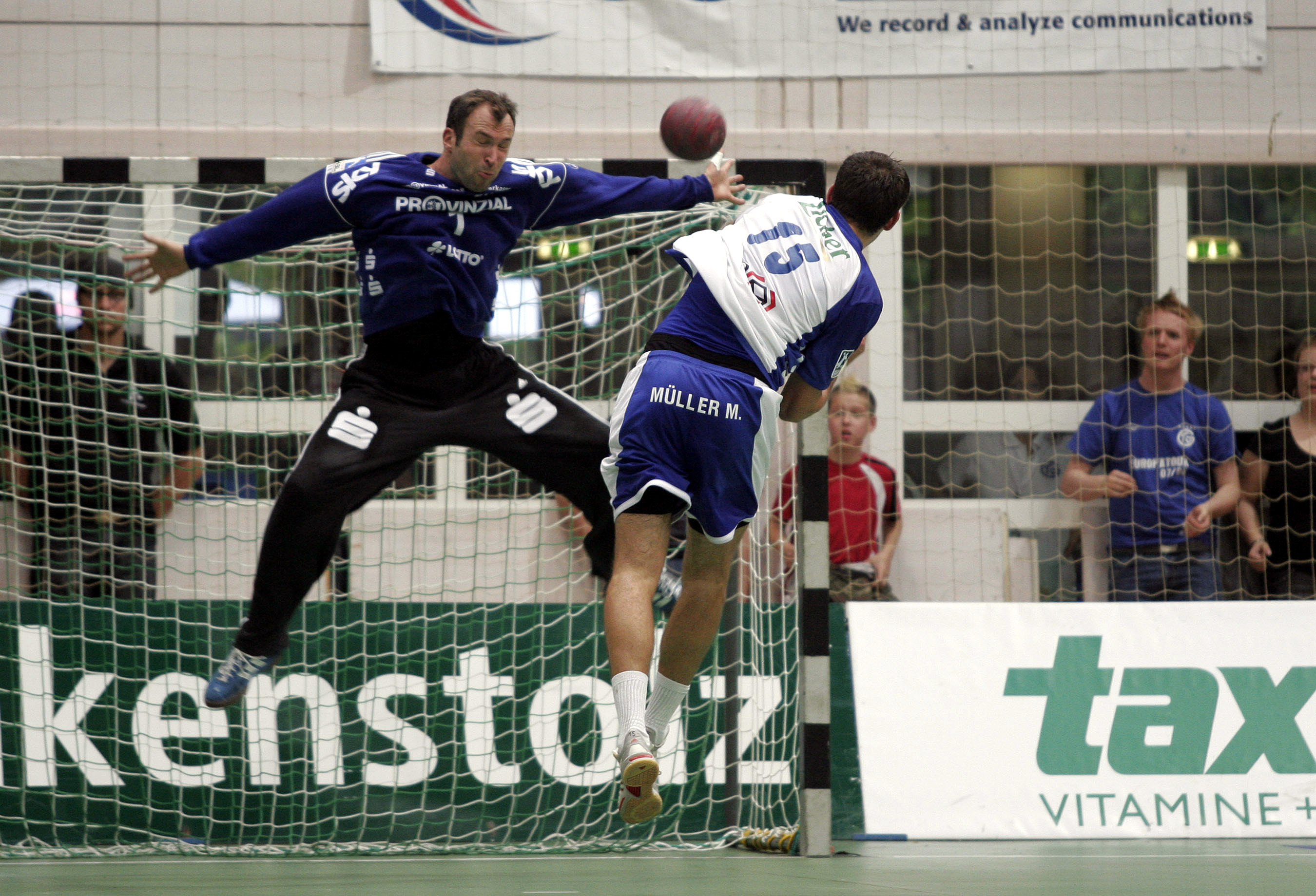
Thierry Omeyer mit einem Hampelmann
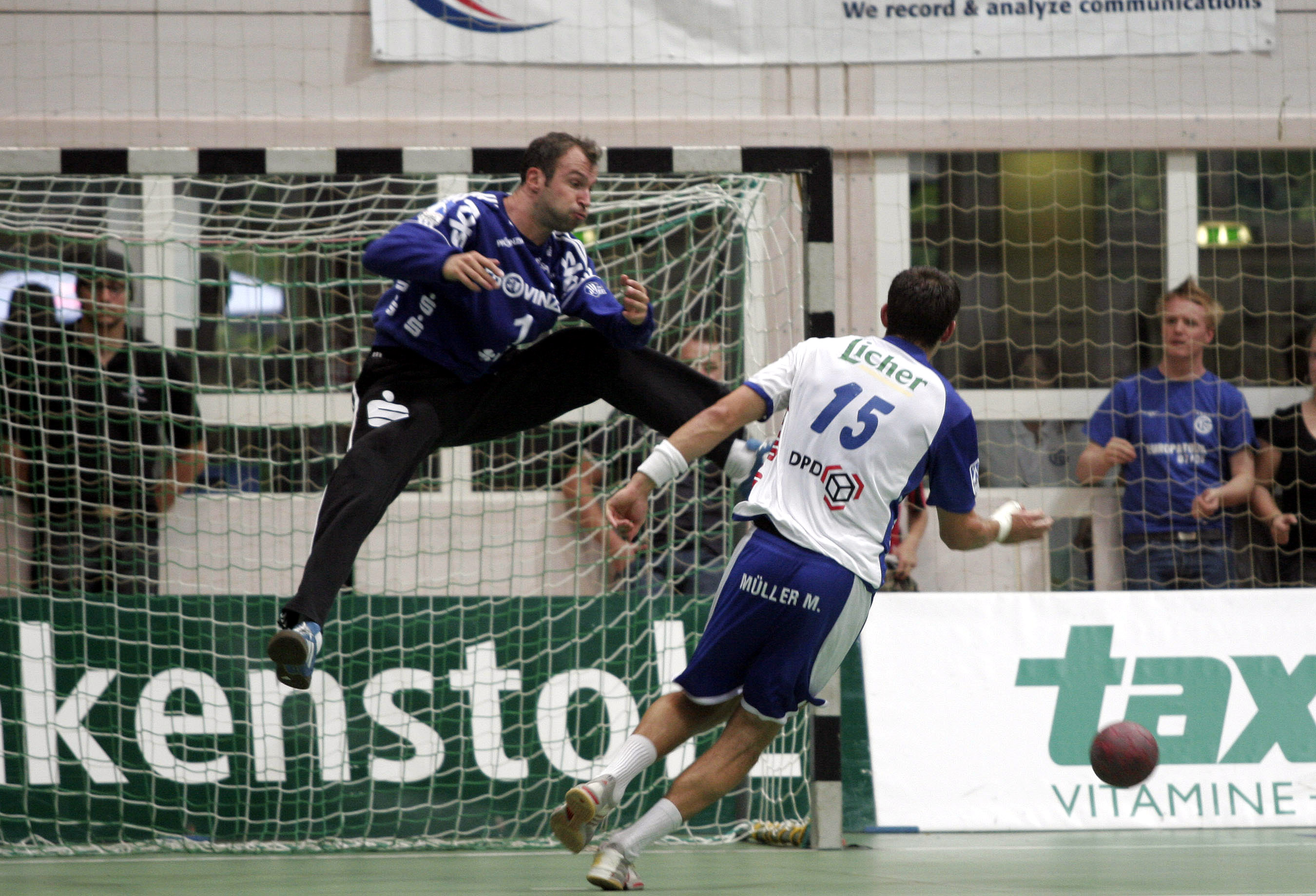
Der Wurf wurde abgewehrt

## Name
Der Nachname Omeyer hat deutsche Wurzeln und stammt, laut Omeyer selbst, aus der Umgebung von Mülhausen; im Deutschen kann Omeyer auch „Oh, Meyer“ ausgesprochen werden.